# Wacław Olszak (1902–1980)
Wacław Olszak (ur. 24 października 1902 w Karwinie, zm. 8 grudnia 1980 w Udine) – konstruktor budowlany, specjalista w zakresie teorii plastyczności i teorii konstrukcji inżynierskiej.

## Życiorys
Urodził się w rodzinie Wacława, lekarza, działacza narodowego i społecznego, i Marii z domu Krus. Był starszym bratem Feliksa, metalurga. Ukończył Polskie Gimnazjum w Orłowej. Studiował na Politechnice Wiedeńskiej i fizykę na uniwersytecie w Paryżu. Absolwent klasy skrzypiec w konserwatorium wiedeńskim. Studia uzupełniające odbył na Politechnice Warszawskiej. Dyplom inżyniera dróg i mostów uzyskał w 1925. Pracował zawodowo jako projektant, konstruktor i kierownik budowy na terenie Śląska i Zagłębia Dąbrowskiego. W 1933 uzyskał doktorat na Politechnice Wiedeńskiej oraz w 1934 na Politechnice Warszawskiej. Mieszkał w Katowicach. W 1938 habilitował się na Akademii Górniczej i do 1939 był docentem w zakładzie inżynierii i budownictwa w Wydziale Hutniczym.
Od 1947 był profesorem zwyczajnym krakowskiej AGH, w maju 1948 został prodziekanem Wydziału Elektromechanicznego. Jednocześnie w latach 1949–1952 kierował katedrą i zakładem wytrzymałości materiałów Wydziału Elektromechanicznego, a w latach1946–1952 kierował katedrą budownictwa stalbetowego i stalowego na Wydziale Architektury Wydziałów Politechnicznych, przy której utworzył pierwszy w kraju Zakład Naukowo-Badawczy dla Zagadnień Konstrukcji Wstępnie Sprężonych. Od 1952 pracował na Politechnice Warszawskiej. Był kierownikiem katedry wytrzymałości materiałów.
W 1954 został członkiem korespondentem, a w 1956 członkiem rzeczywistym PAN. W latach 1963–1972 był dyrektorem Instytutu Podstawowych Problemów Techniki PAN. Członek wielu akademii naukowych w Europie, m.in. w Belgradzie, Budapeszcie, Halle, Helsinkach, Paryżu, Sztokholmie i Wiedniu. Doctor honoris causa uniwersytetu w Tuluzie (1962), Liège (1963), politechniki wiedeńskiej (1965), AGH w Krakowie (1969), politechniki w Dreźnie (1970), uniwersytetu w Glasgow (1973), Politechniki Warszawskiej (1974), i Politechniki Krakowskiej (1976).
Organizator nauki i twórca polskiej szkoły teorii plastyczności i konstrukcji inżynierskich. Stworzył liczne projekty mostów, m.in. na Wiśle. Był dyrektorem Instytutu Podstawowych Problemów Techniki PAN w latach 1963–1972 oraz od 1969 aż do śmierci, dyrektorem Centre International des Sciences Mécaniques w Udine we Włoszech.
Jego badania nad teorią plastyczności są wykorzystywane przy budowie dużych obiektów, wiaduktów i mostów.
Zmarł 8 grudnia 1980 w Udine i tam został pochowany.

## Ordery i odznaczenia
- Krzyż Komandorski z Gwiazdą Orderu Odrodzenia Polski
- Krzyż Oficerski Orderu Odrodzenia Polski (16 lipca 1954)[6]
- Medal Niepodległości (16 marca 1937)[7]
- Medal 10-lecia Polski Ludowej (14 stycznia 1955)[8]
- Krzyż Wielki Orderu Cyryla i Metodego (Bułgaria)
- Srebrny Medal Czechosłowackiej Akademii Nauk (Czechosłowacja)

Źródło:.

## Nagrody
- Państwowa Nagroda Naukowa III stopnia w dziale nauk technicznych za działalność naukową zwłaszcza w dziedzinie teorii sprężystości oraz w dziedzinie betonu zbrojonego i sprężonego, a w szczególności za uzasadnienie zastosowania sprężenia do słupów uzwojonych, co prowadzi do znacznego podwyższenia ich nośności (1950)[10]
- Nagroda Państwowa I stopnia (1966)[11]

## Upamiętnienie
Jego imię nosi aula w Instytucie Podstawowych Problemów Techniki PAN.